# San Cebrián (San Cebrián de Mazote)

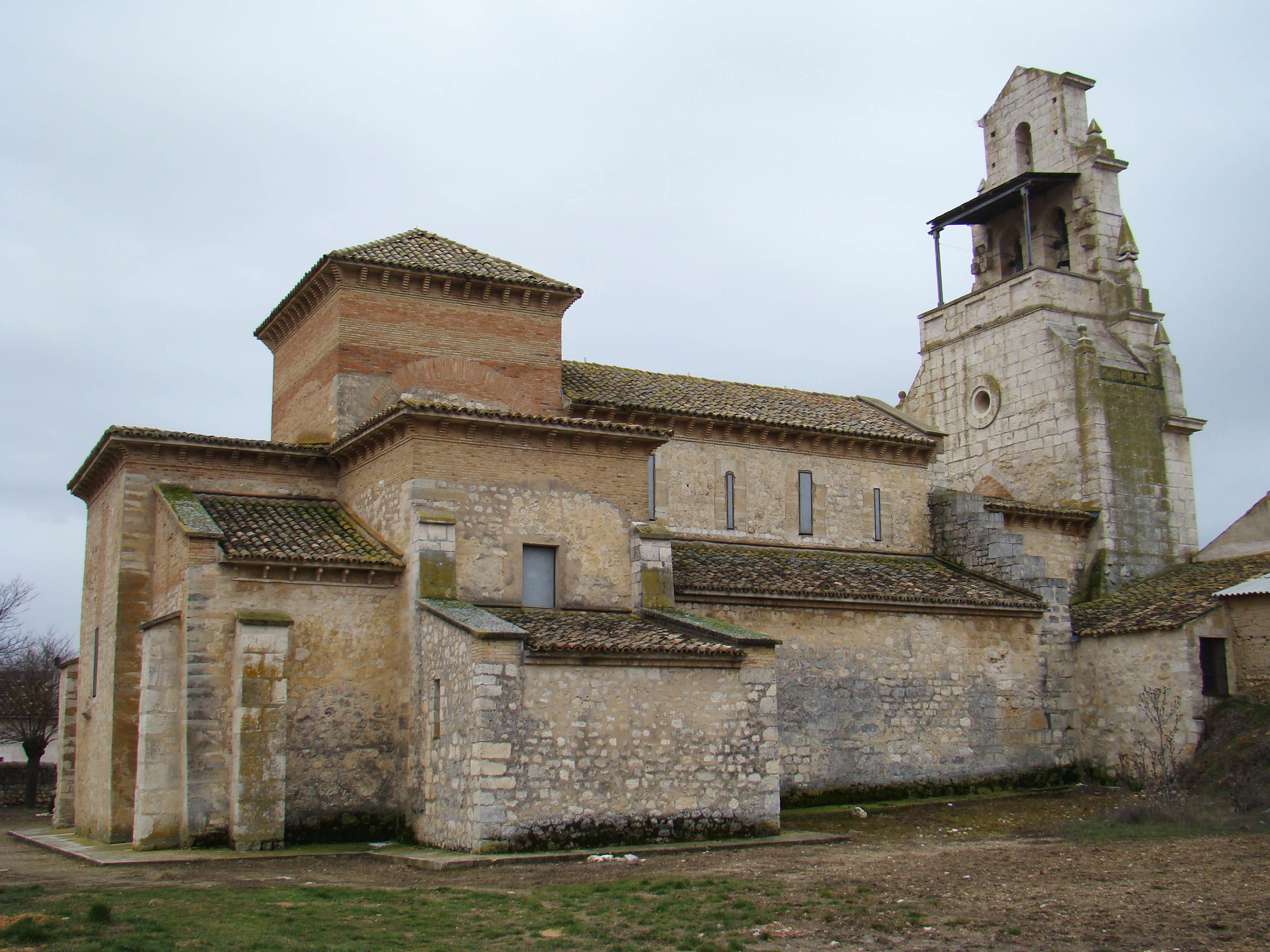
Pfarrkirche San Cebrián

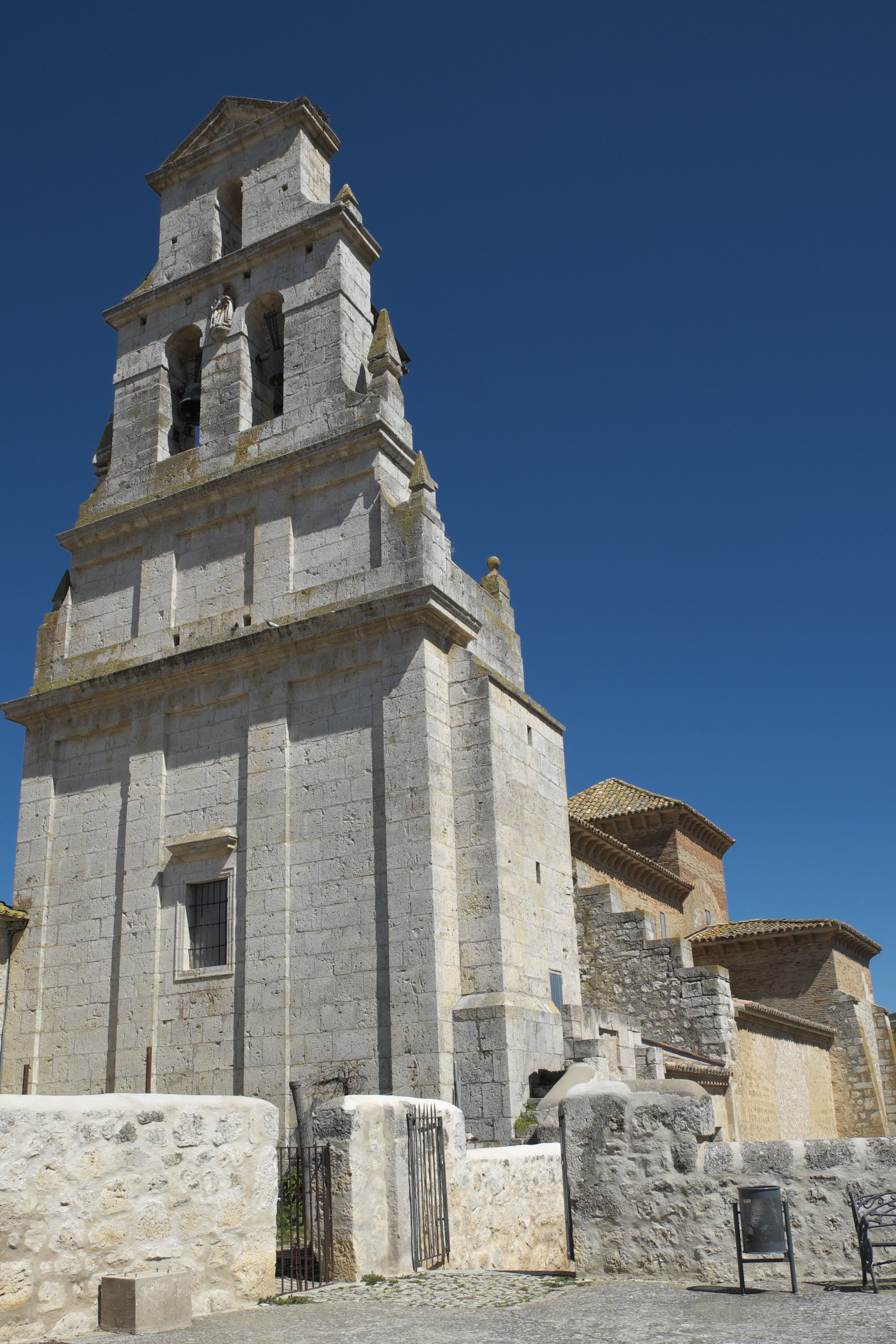
Ansicht von Südwesten

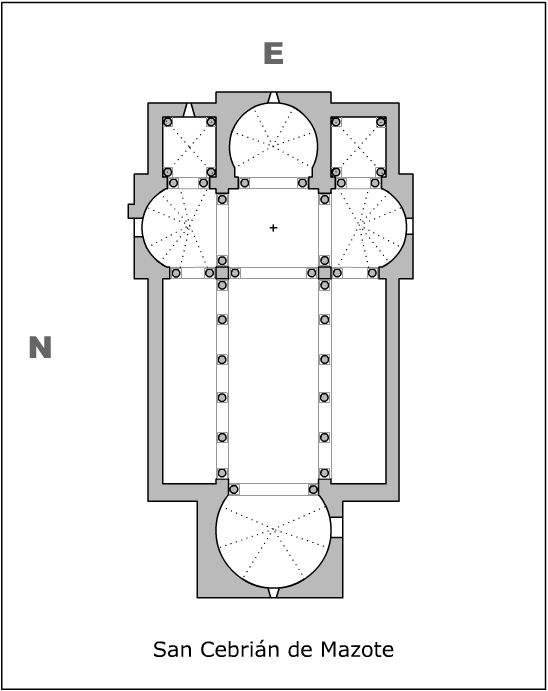
Grundriss

Die katholische Pfarrkirche San Cebrián in San Cebrián de Mazote, einer Gemeinde in der Provinz Valladolid in der spanischen Autonomen Gemeinschaft Kastilien und León, ist eine vorromanische Kirche, die – wie die wenige Kilometer entfernt gelegene Kirche Santa María in Wamba – auf das 10. Jahrhundert zurückgeht. Der Ort San Cebrián de Mazote liegt 30 Kilometer westlich von Valladolid. Die Kirche ist dem heiligen Cyprian, einem Märtyrer, der im 3. Jahrhundert Bischof von Karthago war, geweiht. Sie gilt als das größte erhaltene mozarabische Kirchengebäude. Bereits im Jahr 1916 wurde die Kirche zum Monumento del patrimonio histórico de España (Bauwerk des geschichtlichen Erbes Spaniens) erklärt und im Jahr 2003 als Bien de Interés Cultural in die Liste der geschützten Baudenkmäler (Catálogo de bienes protegidos) aufgenommen.

## Geschichte
San Cebrián wurde vermutlich zu Beginn des 10. Jahrhunderts als Klosterkirche errichtet. Bereits wenige Jahre später gaben die Mönche das Kloster auf und ließen sich im Kloster San Martín de Castañeda im gleichnamigen, heute in der Provinz Zamora gelegenen Ort nieder. San Cebrián wurde danach als Pfarrkirche genutzt.

## Architektur

### Außenbau
Die Kirche ist aus vermörteltem Bruchstein errichtet. Die steinernen Dachkonsolen sind mit Wirbelrosetten verziert. Ein Glockengiebel (espadaña), der im 18. oder 19. Jahrhundert hinzugefügt wurde, prägt die Westfassade. An der Südseite der Westapsis befindet sich das Portal.

### Innenraum

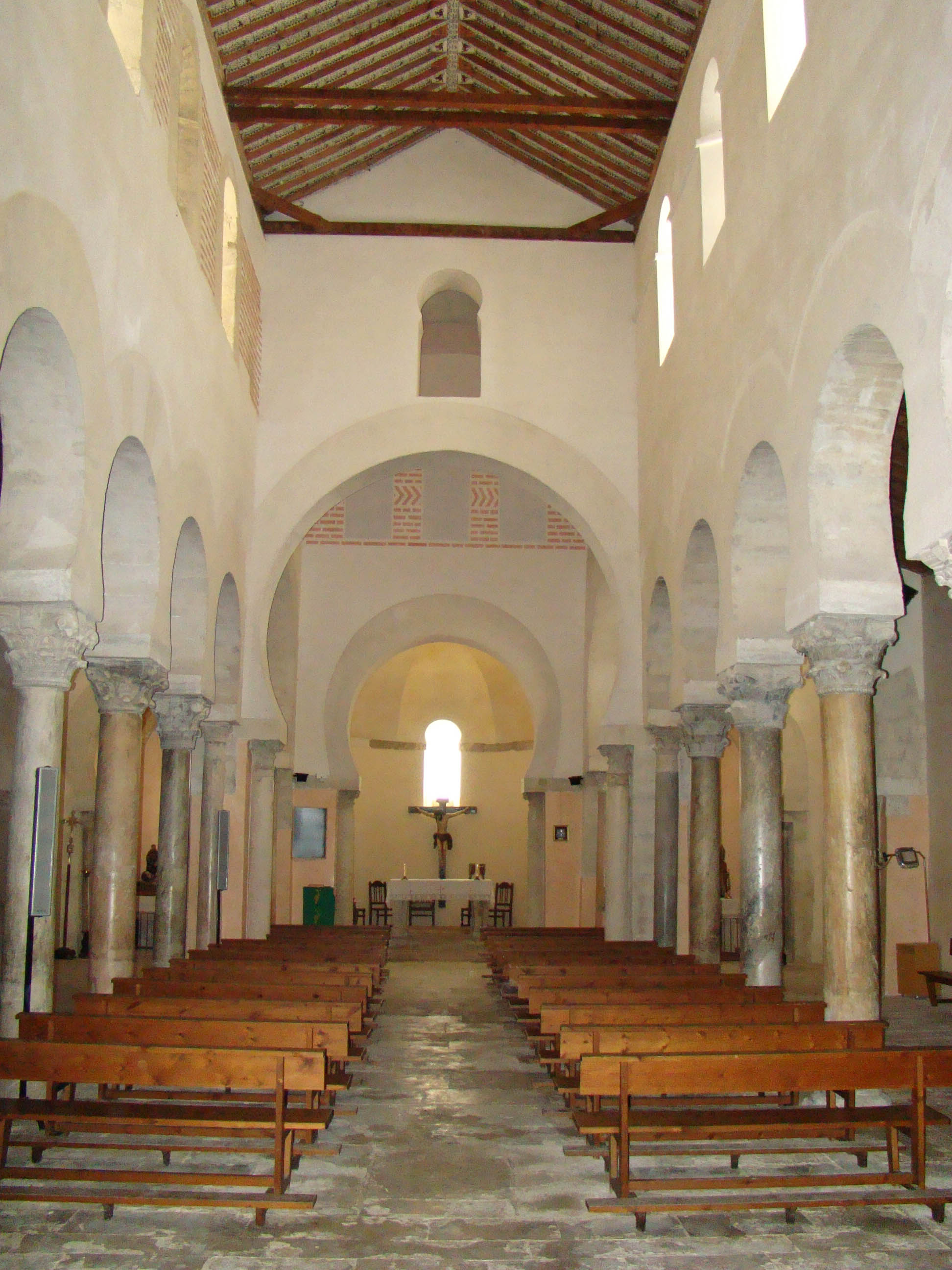
Innenansicht, Blick zum Chor

Die Kirche ist dreischiffig und in fünf Joche gegliedert. Das Querhaus, das im Norden und Süden in abgerundeten Ausbuchtungen endet, ragt kaum über das Langhaus hinaus und wird im Osten durch ein dreiteiliges Chorhaupt abgeschlossen. Die beiden seitlichen Apsiden weisen einen rechteckigen Grundriss auf. Die mittlere ist wie die im Westen an das Langhaus sich anschließende Apsis über einem hufeisenförmigen Grundriss errichtet. Ost- und Westapsis werden von Schirmkuppeln überspannt und öffnen sich zur Vierung bzw. zum Hauptschiff in großen Hufeisenbögen. Auch die Bögen, die das Querhaus mit den Seitenschiffen und den seitlichen Apsiden verbinden, sind hufeisenförmig. Hohe, hufeisenbogige Arkaden, die auf teilweise wiederverwendeten Säulen und Kapitellen aus Marmor aufliegen, trennen die Seitenschiffe vom Hauptschiff. Achtzehn Kapitelle werden als römische oder westgotische Spolien angesehen, vierzehn Kapitelle gelten als mozarabische Neuschöpfungen. Beide Seiten des Langhauses sind von vier kleineren Obergadenfenstern durchbrochen. Die heutige Holzdecke ist nicht original, sie wurde bei einer Restaurierung eingezogen.

## Nördliche Querhaustür
Im nördlichen Querhaus ist ein mozarabischer Hufeisenbogen erhalten. Über dem monolithischen Türsturz sind auf dem Entlastungsbogen rote und weiße Keilsteine aufgemalt. Die Bogenlinien verlaufen nicht konzentrisch, die Bogenstärke wächst zum Scheitel hin an. Wie aus alten Photographien hervorgeht, war der Bogen ursprünglich von einem für die mozarabische Architektur typischen, heute nicht mehr erhaltenen Alfizrahmen eingefasst.

## Relief
In der Kirche wird ein Marmorrelief aufbewahrt, das bei der Restaurierung des Gebäudes in den 1930er Jahren entdeckt wurde. Es wird in das erste Viertel des 10. Jahrhunderts datiert. Auf der linken Seite wird ein zinnenbekröntes Bauwerk dargestellt, rechts davon stehen zwei Männer, einer mit und einer ohne Bart. Sie werden als Apostel oder Evangelisten gedeutet.

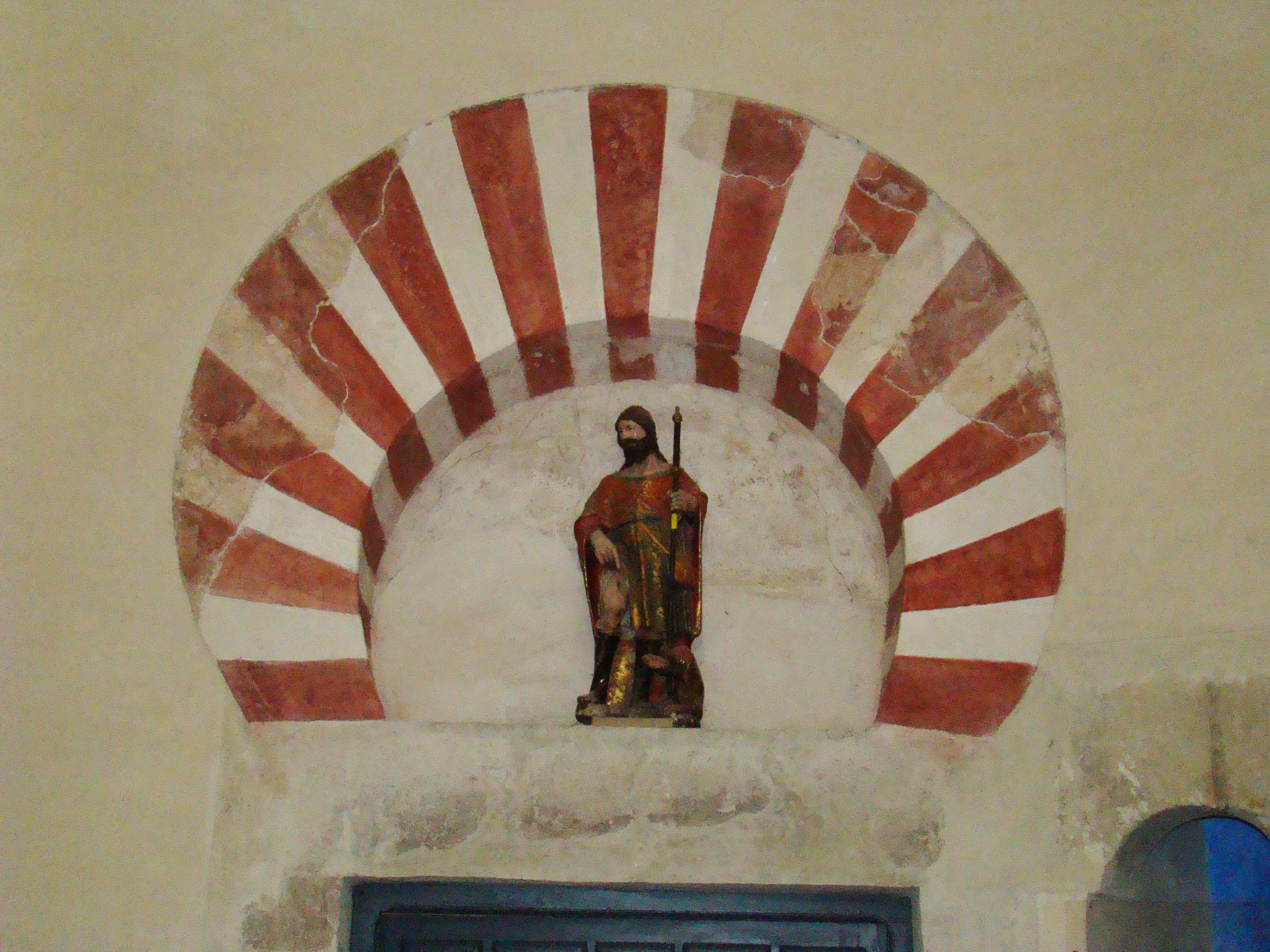
Mozarabischer Hufeisenbogen
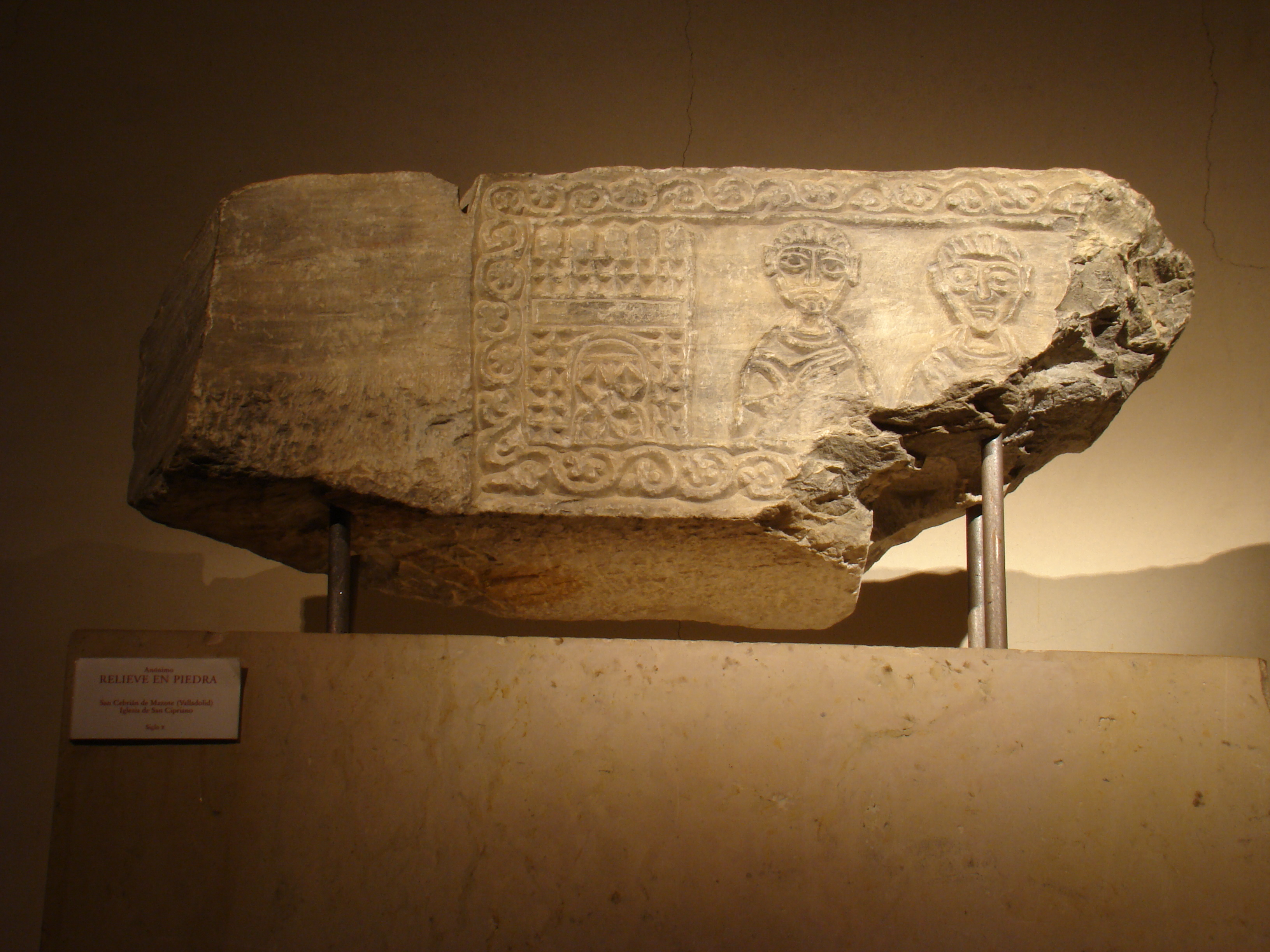
Marmorrelief aus dem 10. Jahrhundert